# Iota Chamaeleontis
Iota Chamaeleontis (13 Chamaeleontis) é uma estrela na direção da constelação de Chamaeleon. Possui uma ascensão reta de 09h 24m 09.73s e uma declinação de −80° 47′ 13.9″. Sua magnitude aparente é igual a 5.34. Considerando sua distância de 184 anos-luz em relação à Terra, sua magnitude absoluta é igual a 1.58. Pertence à classe espectral F3/F5IV.